# Bir Baba Hindu
Bir Baba Hindu ist eine türkische Komödie des Regisseurs Sermiyan Midyat aus dem Jahr 2016.

## Inhalt
Der skrupellose Mafiaboss Fadil sieht Gundhi im Fernsehen und verliebt sich direkt in sie. Gundhi soll von ihrer ebenfalls kriminellen Familie zwangsverheiratet werden. Nach dieser Situation reist Fadil mit seinem besten Freund Hulusi nach Mumbai, damit sie Gundhi vor ihrer Familie retten können.

## Produktion und Veröffentlichung
Regie führte Sermiyan Midyat, der ebenfalls das Drehbuch schrieb. Die Produzenten waren Necati Akpinar und Zumrut Arol Bekçe. Die Musik komponierten Sandeep Shirodkar und Cem Yıldız. Für die Kameraführung war Barış Özbiçer verantwortlich. Für den Schnitt verantwortlich war Çağrı Türkkan. Der Film kam am 30. September 2016 in die türkischen Kinos. In Deutschland kam der Film am 29. September 2016 heraus. Es erreichte in der ersten Woche 181.336 Zuschauer und spielte 2 Millionen türkische Lira ein. Insgesamt spielte der Film 8,3 Millionen türkische Lira ein.

## Rezeption
„Die beschwingte Culture-Clash-Komödie handelt als schlagfertige Brachial-Klamotte von Seelenwanderung, heiligen Kühen und arrangierten Hochzeiten, wobei die Inszenierung augenzwinkernd subversiven Humor, derbe Schenkelklopfer und amüsante Unterhaltung zu einem publikumsträchtigen Gesamtwerk verbindet.“